# Червеобразни гущери
Червеобразните гущери (Amphisbaenidae) са семейство влечуги от разред Люспести (Squamata).
Таксонът е описан за пръв път от британския зоолог и филателист Джон Едуард Грей през 1865 година.

## Родове
- Amphisbaena – Амфисбени
- Ancylocranium
- Baikia
- Chirindia
- Cynisca
- Dalophia
- Geocalamus
- Leposternon
- Loveridgea
- Mesobaena
- Monopeltis
- Zygaspis